# チューリッヒ湖
チューリッヒ湖（チューリッヒこ）はスイスにある湖で、チューリッヒ市から南東に向かって延びる細長い三日月形の湖である。幅は3km前後、長さ約40km。北西部および中央部はチューリッヒ州に含まれ、東部はシュヴィーツ州およびザンクト・ガレン州に含まれる。
グラールス州の氷河に源を発しヴァレン湖に繋がるリンツ川が東端に流入し、北西端からはリマト川がチューリッヒ市街を通って流出する。東部のプフェフィコン（Pfäffikon SZ：シュヴィーツ州）とラッパースヴィル（en:Rapperswil）の間にはダム（en:Seedamm）があり、この上を鉄道と道路が通っている。西部にはフェリーが両岸を繋いでいる。

冬期には凍結することがあり、下記がその年度。
- 1223年, 1259年, 1262年
- 1407年, 1491年
- 1514年, 1517年, 1573年
- 1600年, 1660年, 1684年, 1695年
- 1709年, 1716年, 1718年, 1740年, 1755年, 1763年, 1789年
- 1830年, 1880年, 1891年, 1895年
- 1929年, 1963年

## チューリッヒ湖の風景

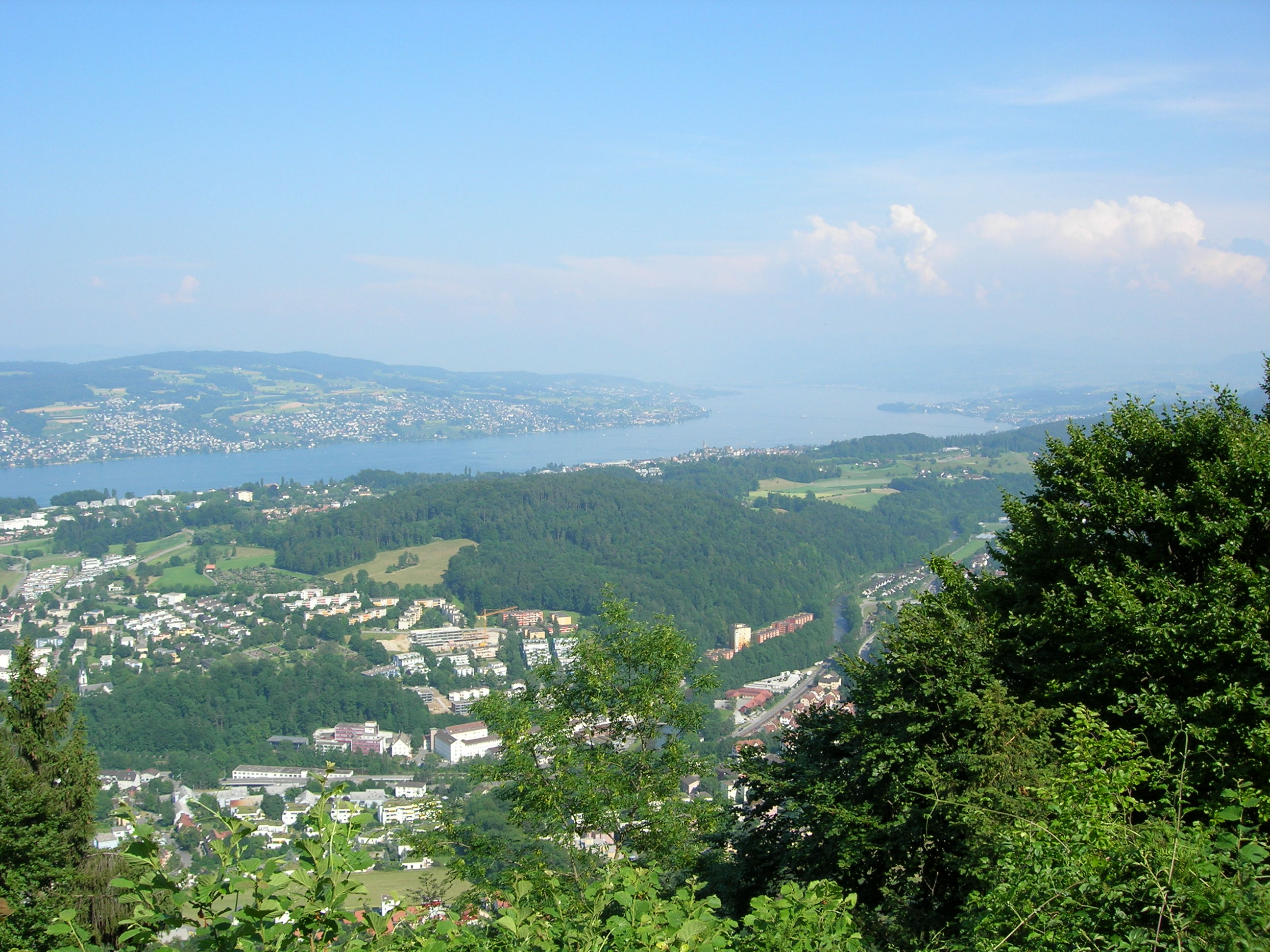
湖の東にあるen:Felseneggからの眺め
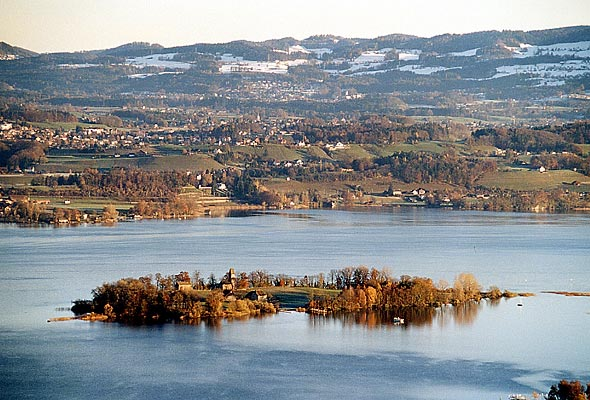
en:Ufenau島
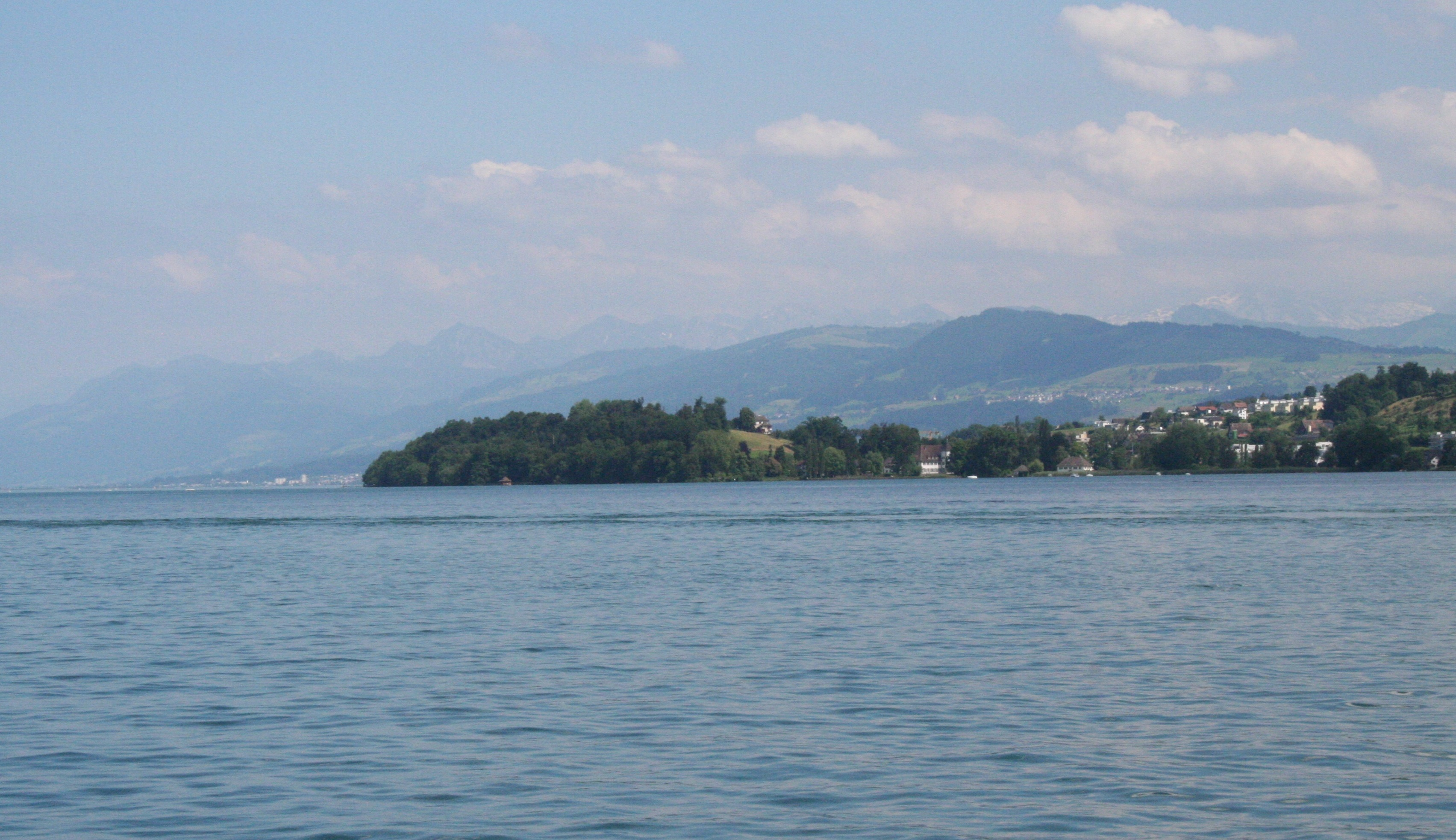
en:Au半島
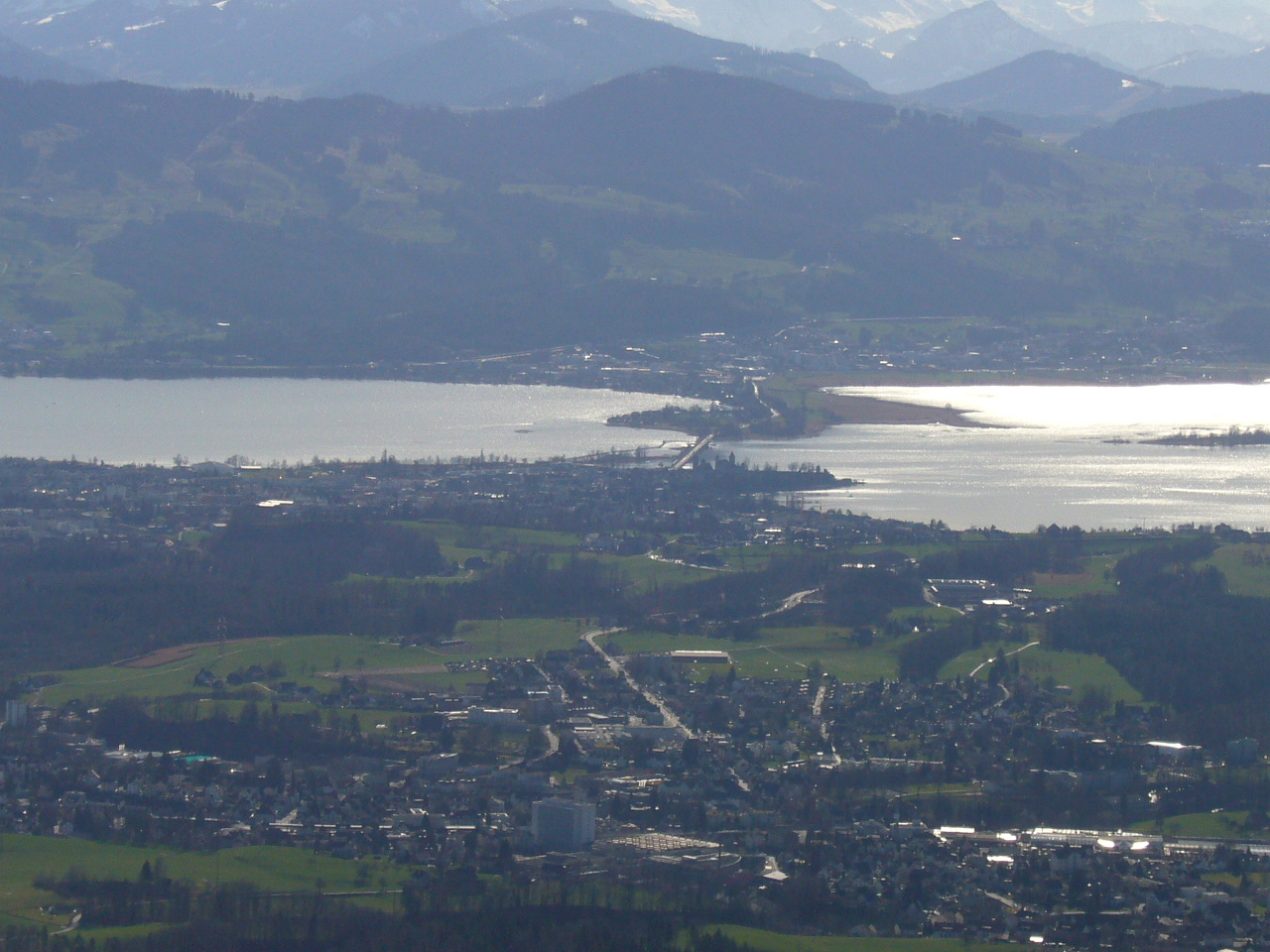
en:Rapperswilとen:Hurdenの間にあるen:Seedammをen:Bachtel丘から眺める
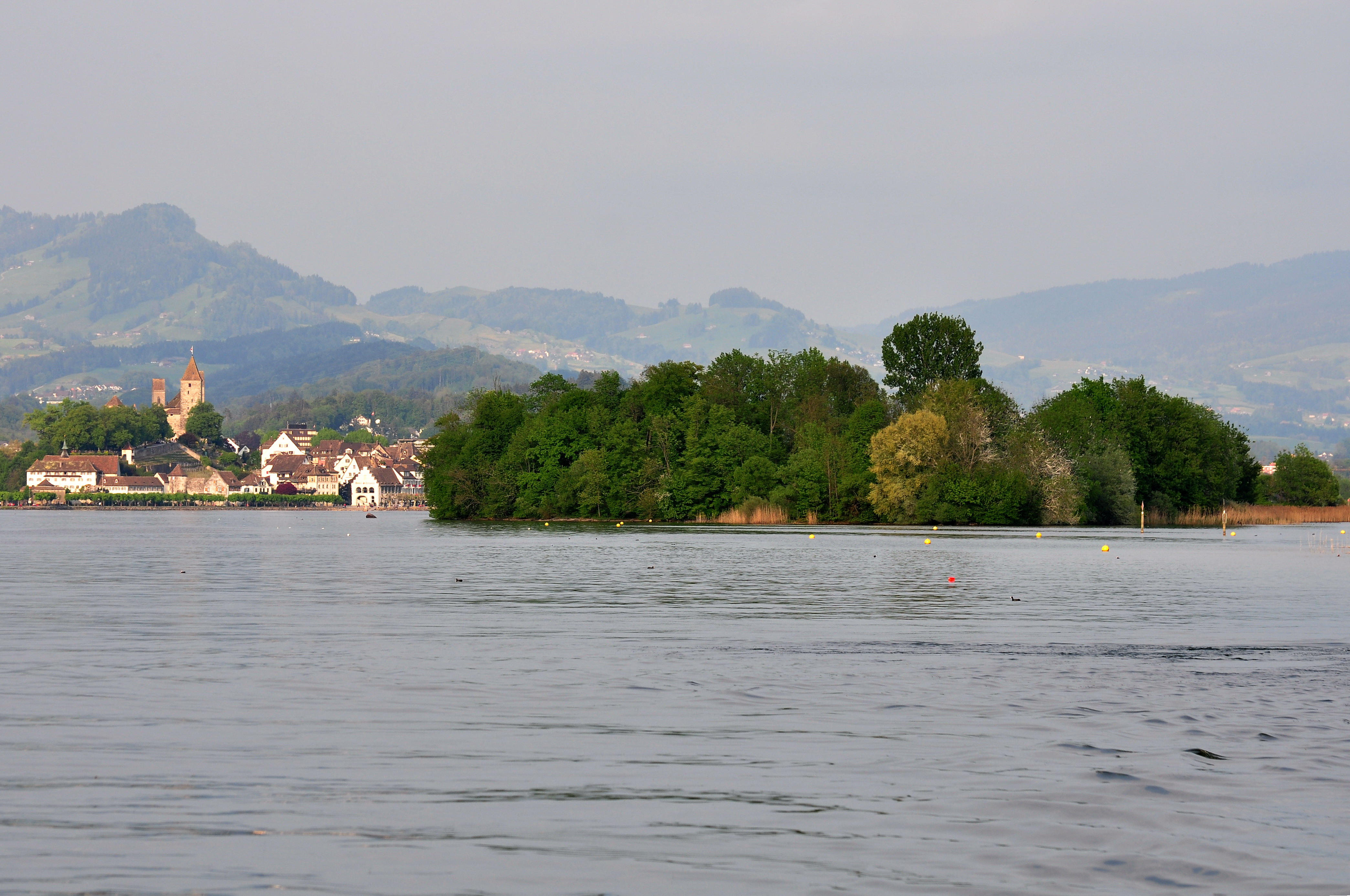
en:Lützelau島 とen:Rapperswilをen:Ufenau島から眺める
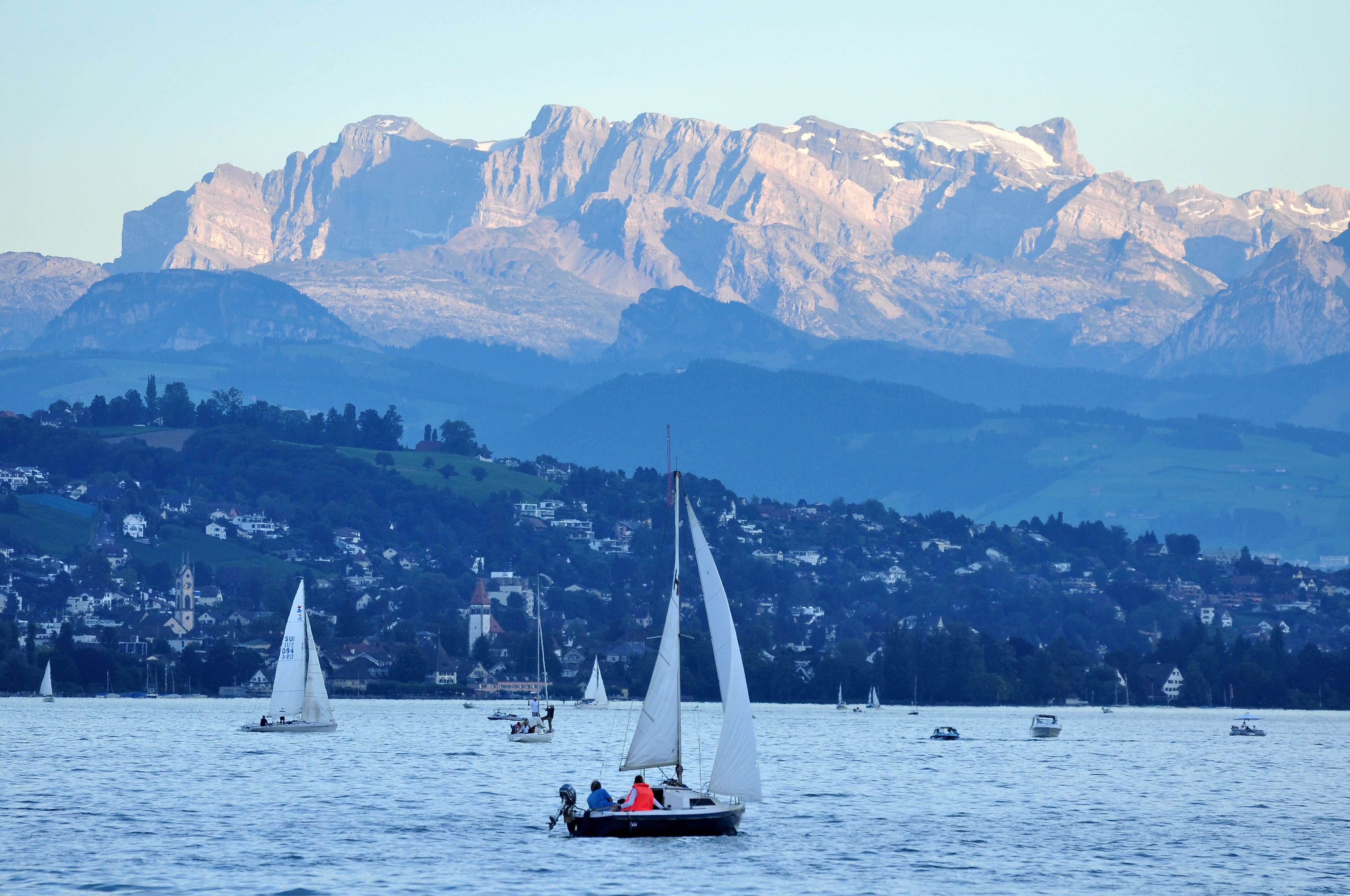
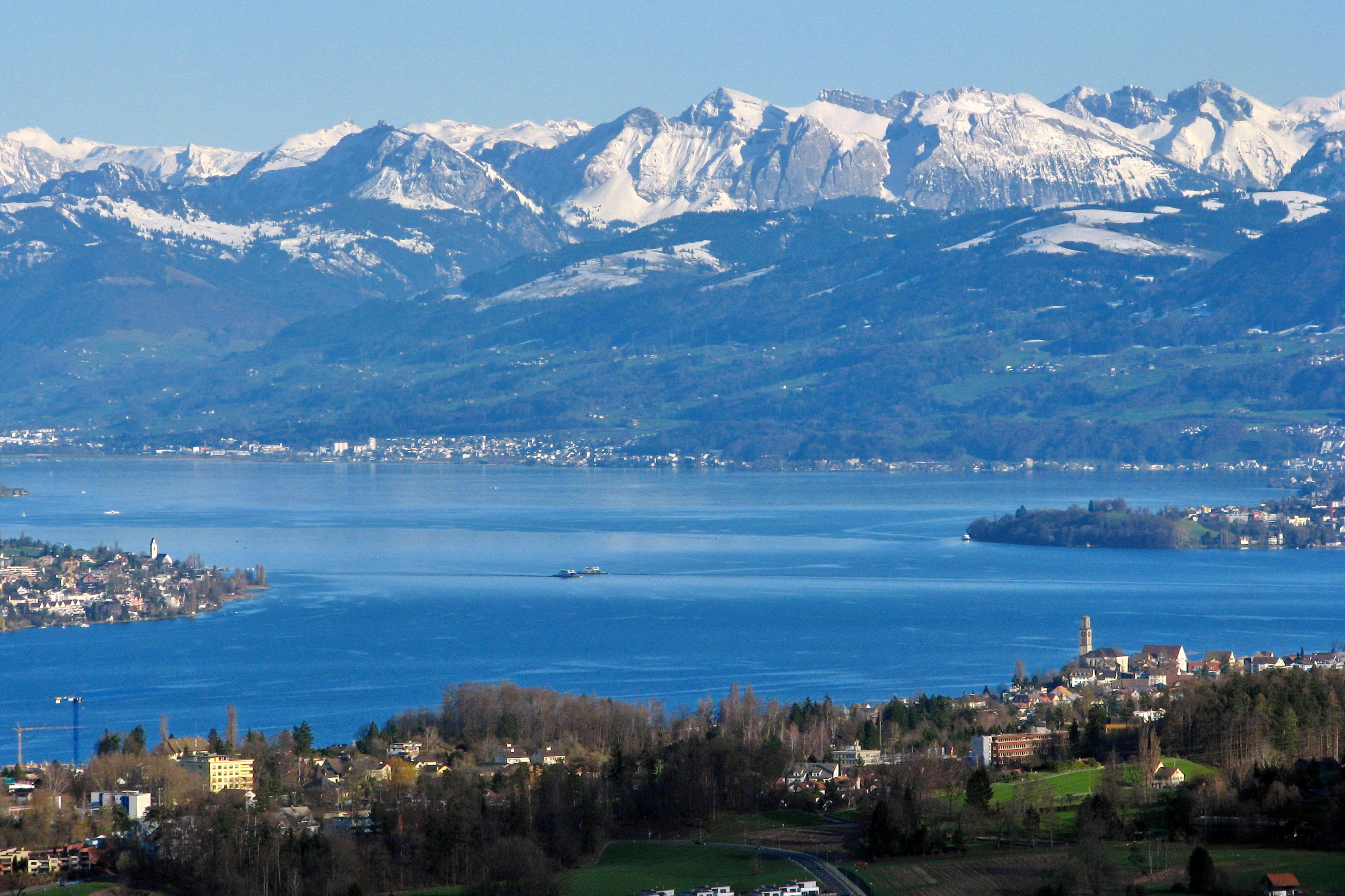
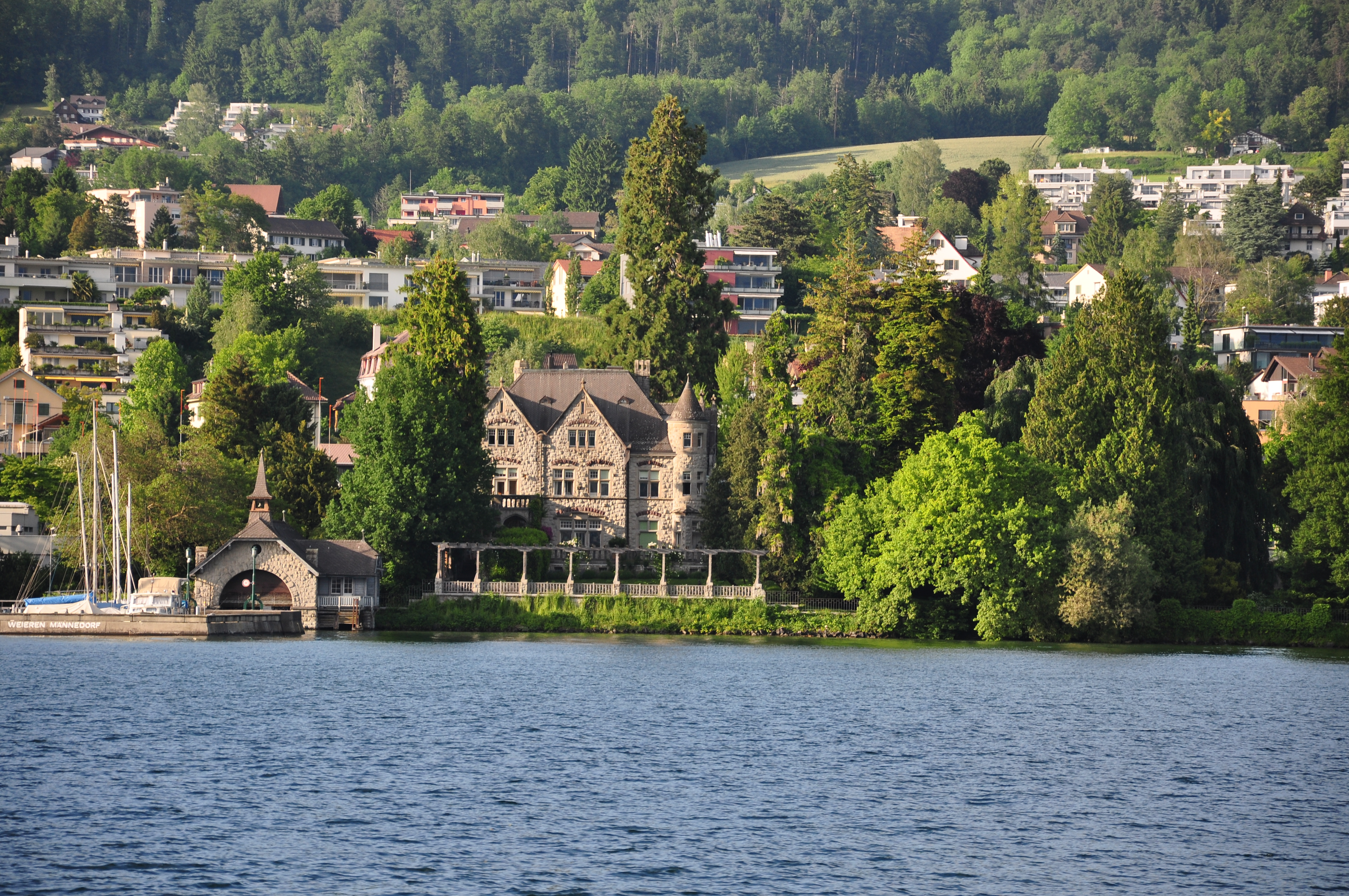